# Любомирська сільська рада (Чечельницький район)
| Любомирська сільська рада — колишній орган місцевого самоврядування у Чечельницькому районі Вінницької області з адміністративним центром у с. Любомирка. Сільській раді підпорядковані населені пункти: - с. Любомирка |

## Склад ради
Рада складалася з 14 депутатів та голови.

## Керівний склад сільської ради
| ПІБ                              | Основні відомості                                                                                    | Дата обрання | Дата звільнення |
| -------------------------------- | --- | ------------ | --------------- |
| Дідур Олександр Володимирович    | Сільський голова, 1956 року народження, освіта, безпартійний                                         | 26.03.2006   | 31.10.2010      |
| Дзиговський Леонід Олександрович | Сільський голова, 1966 року народження, освіта середня спеціальна, член Комуністичної партії України | 31.10.2010   |                 |

Примітка: таблиця складена за даними джерела